# فلاح رحيم
فلاح رحيم مترجم وروائي عراقي (ولد في محافظة بابل في العراق عام 1956م). ترجم العديد من الأعمال الفكرية والأدبية عن اللغة الإنجليزية، كما صدر له عدد من الروايات من بينها رواية (القنافذ في يوم ساخن)، ورواية (حبات الرمل.. حبات المطر).

## التعليم
- حاصل على درجة الماجستير في الأدب الإنجليزي من جامعة بغداد عام 1989م عن أطروحته المعنونة (اللغة موضوعاً وتقنية في قصائد ديلان توماس).

## العمل
- درّس الأدب الإنجليزي واللغة الإنجليزية في عدد من الجامعات في العراق وليبيا وعُمان.

## إصدارات

### مؤلفات
- (القنافذ في يوم ساخن) رواية. 2012.
- (حبات الرمل .. حبات المطر) رواية. 2017.[5]
- (أزمة التنوير العراقي: دراسة في الفجوة بين المثقفين والمجتمع). 2018.
- (صوت الطبول من بعيد) رواية. 2020.[6]
- الشرّ الأخير في الصندوق. 2021.

### ترجمات
- رواية (ماريو والساحر) توماس مان. 1987.
- (الصقر الجوال) كلينوي وسكوت. 1987.
- رواية (مويرا) جوليان غرين. 1988.
- (تحت غابة الحليب) مسرحية شعرية. ديلان توماس. 1989.
- رواية (فضيحة) شوساكو أندو. 1991.[7]
- رواية (اضطراب وأسى مبكر) توماس مان. 1993.
- (محاضرات في الأيديولوجيا واليوتوبيا) بول ريكور. 2002.
- (الزمان والسرد: الجزء الأول) بول ريكور. [بالاشتراك مع سعيد الغانمي]. 2006.[8]
- (الزمان والسرد: الجزء الأول) بول ريكور. 2006.
- رواية (بحر ساركاسوا الواسع) جين ريز.
- (القراءات المتصارعة: التنوع والمصداقية في التأويل) بول آرمسترونغ. 2007.
- (الذاكرة في الفلسفة والأدب) ميري ورنوك. 2007.
- (الترجمة وإعادة الكتابة والتحكم في السمعة الأدبية) أندريه لوفيفر. 2011.[9]
- (الذات تصف نفسها) جوديث بتلر. 2014.[10]
- (حكاية الجند: الحرب والذاكرة والمذكرات في القرن العشرين) صموئيل هاينز. 2016.[11]
- (البحث عن ملاذ للشعر: مقالات في الشعر الغربي الحديث). 2020.[12]
- (سوسير وفتجنشتين: فلسفة اللغة ولعبة الكلمات) روي هاريس. 2020.
- (قوة الدين في المجال العام) يورغن هابرماس [بالاشتراك مع آخرين]. 2021.[13]
- (الأبله الرائع) شوساكو أندو. 2021.
- (الأمثولة والتأويل) جانغ لونغزي. 2021.